# Ренесанса у Пољској
Ренесанса у Пољској (пољ. Renesans, Odrodzenie; буквално: препород) трајала је од касног 15. до касног 16. века и широко се сматра златним добом пољске културе.
Под управом династије Јагелона, Круна Краљевине Пољске (од 1569. део Пољско-литванске заједнице) активно је учествовала у широкој европској ренесанси. Вишенационална пољска држава доживела је период културног раста делимично захваљујући веку без великих ратова, осим сукоба у ретко насељеним источним и јужним пограничним подручјима. Реформација се мирно ширила по целој земљи (подигнула пољску браћу), а услови живота су се побољшали, градови су расли, а извоз пољопривредних производа је обогатио становништво, посебно племство (шљахте), које је стекло доминацију у новом политичком систему Златне слободе.

## Преглед
Ренесансни покрет, чији је утицај настао у Италији, проширио се широм Пољске отприлике у 15. и 16. веку. Многи италијански уметници стигли су у земљу дочекани од стране пољских краљевских породица, укључујући уметнике као што су Франческо Фјорентино, Бартоломео Беречи, Санти Гучи, Матео Гучи, Бернардо Морандо, Ђовани Батиста ди Квадро и други, укључујући мислиоце и просветитеље као што је Филип Калимах, трговце као што су породица Бонер и Монтелупи, и друге истакнуте личности које су се досељавале у Пољску од краја 15. века у потрази за новим приликама. Већина њих се настанила у Кракову, пољској престоници до 1611.
У Пољској су аплаудиране ренесансне вредности достојанства човека и снаге његовог разума. Многа дела су преведена на пољски и латински са класичног латинског, грчког и хебрејског, као и са савремених језика попут италијанског. Академија у Кракову, један од најстаријих светских универзитета, уживала је у својој златној ери између 1500. и 1535. године, са 3.215 студената који су дипломирали у првој деценији 16. века – рекорд који није надмашен све до касног 18. века. Период пољске ренесансе, који је подржавао интелектуална настојања, изнедрио је многе изванредне уметнике и научнике. Међу њима је било Никола Коперник који је у свом De revolutionibus orbium coelestium представио хелиоцентричну теорију универзума, Мациеј Миецховита, аутор од Tractatus de duabus Sarmatis  – најтачнијег до данас географског и етнографског приказа источне Европе; Бернард Ваповски, картограф чије су се карте тог региона појавиле у Птоломејевој Географији; Марћин Кромер који је у свом De origine et rebus gestis Polonorum libri... описао и историју и географију Пољске ; Андрзеј Фрицз Модрзевски, филозоф који се бавио управљањем; Миколај Реј, који је популаризовао употребу пољског језика у поезији; и Јан Кохановски, чије су га песме на пољском уздигле у ред најистакнутијих пољских песника.
Млади Пољаци, посебно синови племства (шљахта), који су завршили било коју од преко 2.500 парохијских школа, гимназија и неколико академија (Краковска академија, Вилнуска академија, Замошћанска академија ), често су путовали у иностранство да би завршили своје образовање. Пољски мислиоци, попут Анџеја Фрича Моџевског, Јоханеса Дантискуса или Јана Ласког, одржавали су контакте са водећим европским филозофима ренесансе, као што су Томас Мор, Еразмо и Филип Меланхтон. Пољска не само да је учествовала у размени главних културних и научних идеја и развоја западне Европе, већ је такође ширила западно наслеђе на исток међу источнословенским народима. На пример, штампарски процес, латиница и уметност са слоговном версификацијом у поезији, посебно у Белорусији и Украјини (преко Кијевско-Мохиљанске академије), одакле је је пренет у Русију (Московско војводство), која је почела да појачава своје везе са западном Европом после монголске инвазије на Кијевску Русију. Прве четири штампане ћириличне књиге на свету објављене су у Кракову, 1491. године, код штампара Швајполта Фиола.

## Уметност
Подстицаји за развој уметности и архитектуре били су бројни. Краљ Жигмунд I Стари, који се попео на престо 1507. године, био је спонзор многих уметника и започео је велики пројекат – под фирентинским архитектом Бартоломеом Беречијем – преуређење древне резиденције пољских краљева, замка Вавел, у модерани Ренесансну резиденцију. Жигмундовој ревности за ренесансу није одговарао само његов син, Жигмунд II Август, већ и многи богати племићи и грађани који су такође желели да покажу своје богатство, утицај и културну памет. Године 1578. канцелар Јан Замојски започео је изградњу идеалног ренесансног града, спонзоришући стварање Замошћа (града названог по њему), који је убрзо постао важан административни, трговачки и образовни град ренесансне Пољске.  Два највећа савремена пољска града – Краков (који је привукао многе италијанске архитекте) и Данциг (који је привукао углавном архитекте из Немачке и Холандије) – вероватно су највише добили у тој ери, али су многи други градови такође приметили нове ренесансне конструкције.
Ренесансно сликарство су у Пољској представили многи уметници имигранти, као што су Лукас Кранах, Ханс Дирер и Ханс фон Кулмбах, а бавили су се и пољски сликари као што је Мартин Кобер (дворски сликар краља Стефана Баторија). Радови портретиста створили су импресивну галерију, посебно репрезентативну за оне који су могли да приуште да буду овековечени у њима.
Центар музичке културе била је краљевска резиденција у Кракову, где је краљевски двор угостио многе стране и домаће извођаче. Најзначајнија дела ренесансе у Пољској укључују композиције, обично за лауту и оргуље, и вокалне и инструменталне, од игара, преко полифоне музике, до верских ораторијума и миса. Јан од Лублина је 1540. објавио Tablature у којој је сакупио најпознатије европске комаде за оргуље. Николај Краковиенсис (Миколај Краковски) је компоновао многе мисе, мотете, песме, игре и предигре. Миколај Гомулка је био аутор музичког извођења песама Кохановског (Melodies for the Polish Psalter). Најпознатији пољски композитор био је Вацлав Шамотул, признат као један од изузетних ренесансних композитора.

### Значајни пољски ренесансни уметници
Међу најистакнутијим пољским ренесансним писцима и уметницима, чија су остварења постала значајан део пољског наставног плана и програма, су песници Миколај Реј, Јан Кохановски, Шимон Шимоновић, Миколај Сеп Шаржински, Анџеј Кржицки и Јоханес Дантискус, писац Лукасз Горницки, композитор Вацлав из Шамотулија, композитор и певач Миколај Гомулка, вајар Јан Михаловић из Ужедова и сликари Станислав Самострзелник и Марцин Кобер. Уметници и архитекте који су се настанили у Пољској и постигли значајна признања за свој рад у земљи су: Ханс Дирер, Ханс (Сус) фон Кулмбах, Матео Гучи, Санти Гучи, Бартоломео Беречи, Бернардо Морандо, Ђовани Батиста ди Квадро и други.

## Књижевност
Прву штампарију поставио је у Кракову 1473. немачки штампар Каспер Штраубе из Баварске. Између 1561. и 1600. године, седамнаест штампарија у Пољској је издавало преко 120 наслова годишње, са просечним издањем од 500 примерака. Први потпуни превод Библије на пољски начинио је 1561. Јан Леополита (Леополитина Библија). Отприлике у то време објављен је први пољски правописни речник (Станислав Муржиновски, 1551); умножиле су се и граматике и речници. Пољска ренесанса је била двојезична, говор шљахте био је мешавина пољског и латинског, а разни аутори су осцилирали између пољског, латинског и мешавине ова два (макаронски језик). 
Књижевност је напредовала даље од доминације религиозних тема. Они су и даље били присутни, што се види у бројним преводима Библије, а најпознатија је Вујекова Библија Јакуба Вујека, објављена 1599. Племству је, међутим, било стало више од религиозних тема, а дела пољске ренесансе одражавала су њихове материјалне и духовне вредности (види сарматизам). Савремена поезија је величала врлину властелинског живота. На пример, Реј је славио живот и положај сеоског племића, док је Кохановски писао о задовољствима и лепоти живота на селу, окружен природом. Књижевни облици су варирали, од ода, пасторале и сонета до елегије, сатире и романсе.

## Наука и технологија
Научници из тог периода су Јан Ласки (John Lasco), евангелистички реформатор, Мациеј Меицховита (Maciej Miechowita),  писац и универзитетски наставник, Никола Коперник, астроном познат на пољском као Mikołaj Kopernik, Ваврзимани Гослицки (Laurentius Grimaldius Gosliscius), политички мислилац и филозоф; Марћин Кромер, писац и географ; Андрзеј Фрицз Модрзевски, писац и филозоф; Пјотр Скарга, језуитски политички реформатор; Јозеф Струс, лекар, научник, градоначелник Познања; и многи други.

## Архитектонски токови и периоди
Пољска ренесансна архитектура је подељена на три главна периода. Први период (1500–1550) се често назива „италијанским“, јер су већину ренесансних грађевина у то доба саградили италијански архитекти које је позвало пољско племство углавном из Фиренце . Током другог периода (1550–1600), ренесансни стил је постао уобичајен и укључивао је утицаје холандске верзије ренесансе, као и почетке маниристичког стила. У трећем периоду (1600–1650), маниризам је постао популаран, са првим запаженим примерима барока (види такође, Барок у Пољској).

### Први период
Године 1499. замак Вавел је делимично изгорео у пожару. Краљ Александар Јагелон је 1504. именовао Еберхарда Розембергера за главног архитекту обнове. Касније су га заменили Франческом Флорентином, архитектом италијанског порекла, а после његове смрти Бартоломеом Беречијем и Бенедиктом од Сандомира. Као резултат њиховог рада, Краљевски дворац је претворен у ренесансну резиденцију у фирентинском стилу. У истом периоду изграђени су или обновљени у новом стилу и други дворци и резиденције, укључујући Джевицу (саграђена 1527–1535), Шидловјец (обновљена 1509–1532), Огродзиениец (обновљена 1532–1547 ) и најзначајније, Пиескова Скала, обновљена 1542–1580.
У првом периоду пољске ренесансе цркве су још увек грађене углавном у готичком стилу. У то време само су нове капеле око старих цркава грађене у новом стилу. Најистакнутију од њих, Сигисмундову капелу у Вавелској катедрали, саградио је 1519–33. Бартоломео Беречи.

### Други период
Ренесансни стил је постао најчешћи широм Пољске у свом другом периоду. У северном делу земље, посебно у Померанији и у Данцигу (Гдањск), радила је велика група уметника холандског порекла. Ренесансни стил у другим деловима Пољске варирао је у локалним условима, стварајући различите подстилове у сваком региону. Такође, присутни су били и неки елементи новог маниристичког стила. Архитектура овог периода подељена је на три регионална подстила: „италијански“ – углавном у јужном делу Пољске, при чему је најпознатији уметник тамо Санти Гучи, „холандски“ – углавном у Померанији, и „стил Калиш–Лублин“ (калишко-лублински) у централној Пољској – са најзначајнијим примерима изграђеним у Калишу, Лублину и Казимјеж Долни.
Широм Пољске изграђени су нови замци, који су носили нови четвороугаони облик који је окруживао двориште, са четири куле на угловима. Истакнути примери укључују: замак у Плаковицама (16. век), замак у Бжегу (обновљен од готичког упоришта 1544–60), замак у Њеполомице ( обновљен након пожара 1550–71), замак у Баранов Сандомиер (саградио Санти Гучи 1591–1606) и замак у Красичину.
Многи градови су подигли нове зграде у ренесансном стилу. Изграђена је нова Хала тканина у Кракову (сукноница). Градске куће су изграђене или обновљене у: Тарнову, Сандомјежу, Хелму (срушене) и у Познању. Такође, читави градови су често били редизајнирани. Примери ренесансног урбанистичког планирања преживели су до модерног доба у Шидловјецу и Замошћу.
Примери померанске ренесансе која се развила под утицајем северне Европе, а не Италије су: Зелена капија у Гдањску (саграђена 1564–1568. од стране Ханса Крамера), Горска капија у Гдањску (завршио Вилем ван ден Блок 1588), Велики Арсенал у Гдањску (саграђен 1602–1606. од стране Антониса ван Обергена ), и Старе градске куће у Гдањску (саграђен 1587–1595, вероватно Антониса ван Обергена).
Карактеристична лаицизација живота током ренесансе и реформације резултирала је тек мањим развојем сакралне архитектуре. Углавном су се капеле градиле у ренесансном стилу, али неке цркве су такође обновљене, укључујући: Катедралу у Плоцку; и Колегиј у Пултуску (обновио га је Јован Батиста из Венеције). Основано је само неколико нових цркава, као што је саборна црква Светог Томе у Замошћу.

### Трећи период
Пожар на Вавелу и премештање престонице у Варшаву 1596. зауставили су развој ренесансе у Кракову, као и у Данцигу. Такође, растућа моћ језуита и контрареформација дали су подстицај развоју маниристичке архитектуре и новог стила – барока (видети такође, Барок у Пољској). Најзначајнији пример маниристичке архитектуре у успону у Пољској је комплекс кућа у Казимјеж Долни и у Замошћу.